# Vedrana Šimić
Vedrana Šimić (Tuzla, 1979.), hrvatska sopranistica. 

## Životopis
Rođena je 1979. godine u Tuzli, Bosna i Hercegovina. Godine 1998. započela je studij pjevanja na Muzičkoj akademiji u Sarajevu u klasi prof. Paše Gackić, a diplomirala na Muzičkoj akademiji u Zagrebu godine 2003. u klasi prof. Mire Zidarić Orešković. Za vrijeme studija bila je stipendistica HKD Napredak, Muzičke akademije u Sarajevu i Sveučilišta u Zagrebu, a nakon studija tri godine je bila stipendistica CEE Musiktheater Wien. Usavršava se kod talijanskog vokalnog pedagoga Paola De Napolija i kod prof. Dunje Vejzović. Nastupala je na scenama zagrebačke, riječke, splitske i sarajevske Opere. Na praizvedbi prve crnogorske opere Balkanska carica Dionisija San Giorgio De Sarna godine 2008. (Cetinje, Crna Gora) pjevala je naslovnu ulogu s velikim uspjehom. Nastupala je i koncertno sa Zagrebačkom, Riječkom, Sarajevskom i Beogradskom filharmonijom, te Simfonijskim orkestrom Hrvatske radiotelevizije, Simfonijskim orkestrom Crne Gore, Orquestra Sinfônica do Teatro Nacional Cláudio Santoro i Orquestra Sinfônica do Paraná (Brazil) s dirigentima kao što su N. Bareza, P. Dešpalj, I. Lipanović, M. Homen, L. Voltolini, A. Allemandi, Z. Juranić, K. Arp, N. Matošević, M. Sinkevich, A. Shatsky, T. Bilić, U. Lajovic, R. Homen, I. Repušić, J. Šego, T. Fačini, S. Dešpalj, D. Blaće, G. Marcianó, A. Kalajdžić, I. Vlajnić, J. Marić, Č. M. Dušek, A. Kojić, V. Kranjčević, M. Helmrath, D. Crescenzi, C. Cohen, M. Zumalave, M. Arakaki, V. Matvejeff. Na  III i IV Festival de Ópera de Brasília u Brazilu, nastupala je na dva Gala koncerta Verdi/Wagner, tri izvedbe Tosce (Giacomo Puccini) u naslovnoj ulozi, zatim dva Gala Richard Strauss koncerta kao Saloma.  
Za arhiv HRT snimila je 15 solo pjesama hrvatskih skladatelja Ivane Lang, Ferde Livadića i Milana Prebande, uz pratnju  klavira i gudačkog orkestra. 
Ostvarila je i glavnu žensku ulogu Dore robinje u dokumentarno-igranom filmu Stupica nevidljivog djeteta redatelja Šemsudina Gegića 2015. godine. 
Od 2009. – 2018. imala je Status samostalnog umjetnika od Ministarstva kulture Republike Hrvatske. Član je Hrvatskog društva glazbenih umjetnika.

## Uloge
- Suor Angelica, opera Suor Angelica, G. Puccini;;[1]
- Mimi, opera La bohème, G. Puccini;
- Manon Lescaut, opera Manon Lescaut, G. Puccini;[2]
- Tosca, opera Tosca, G. Puccini;
- Adriana Lecouvreur, opera Adriana Lecouvreur, F. Cilea;[3]
- Amelia, opera Krabuljni ples, G. Verdi;[4][5]
- Donna Leonora, opera Moć sudbine, G. Verdi;[6]
- Madame Lidoine, opera Razgovori karmelićanki, F. Poulenc;[7]
- Micaela, opera Carmen, G. Bizet;[8][9]
- Euridika, opera Orfej i Euridika, Ch. W. Gluck;
- Đula, opera Ero s onoga svijeta, J. Gotovac;[10]
- Mara, opera Adel i Mara, J. Hatze;[11]
- Eva, opera Nikola Šubić Zrinski, I. pl. Zajc;[12]
- Danica, opera Balkanska carica, D. De Sarno (svjetska praizvedba);[13]
- Tatyana, opera Eugen Onegin, P. I. Čajkovski;[14]
- Druga dama, opera Čarobna frula, W. A. Mozart;;[15]
- 5. Blumenmädchen, opera Parsifal, R. Wagner;[16]
- Alania, opera Marco Polo, D. Zanettovich (svjetska praizvedba);[17]
- Miss Jessel, opera The Turn of the Screw, B. Britten;[18]
- Helena, opera Mefistofele, A. Boito;[19]
- Meleć-hanuma, majka Huseinova, opera Zmaj od Bosne, Asim Horozić (svjetska praizvedba).

## Koncertni repertoar
- J. S. Bach Magnificat
- G. B. Pergolesi Stabat Mater
- G.Mahler Lieder eines fahrenden Gesellen
- G.Mahler Simfonija br. 4 u G-duru
- F. Poulenc Gloria
- R. Wagner  Wesendonck lieder
- R. Wagner  Liebestod
- G. Puccini solo pjesme
- R. Strauss Finale Salome
- M. Prebanda solo pjesme

## Nagrade i priznanja
Za ulogu Madame Lidoine, opera „Razgovori Karmelićanki“, F. Poulenc bila je nominirana za Nagradu Hrvatskog Glumišta 2007. u kategoriji za izuzetno umjetničko ostvarenje do 30 godina. Dva puta je dobitnica je Nagrade „Štefanija Lenković“ HNK Zajc u Rijeci za najbolje ostvarenu žensku ulogu u opernom programu Kazališta u sezonama 2008./2009. i 2009./2010. za ulogu Adriane Lecouvreur u predstavi „Adriana Lecouvreur“ F. Cilee, te za sezone 2010./2011. i 2011./2012 i to za dvije uloge: Manon Lescaut u predstavi „Manon Lescaut“ G. Puccinija i Donna Leonora u predstavi „Moć sudbine“ G. Verdija.  Dobitnica je i Nagrade Hrvatskog glumišta za najbolje umjetničko ostvarenje u operi, odnosno najbolju opernu žensku ulogu u sezonama 2009./2010. i 2010./2011. za ulogu Adriane Lecouvreur u operi „Adriana Lecouvreur“ F. Cilee.

## Vanjske poveznice
- Vedrana Šimić, web stranica